# Condado de Hudspeth
El condado de Hudspeth es uno de los 254 condados del estado estadounidense de Texas. La sede del condado es Sierra Blanca, y su comunidad más grande es Fort Hancock.  El condado es nombrado en honor a Claude Benton Hudspeth un senador estatal y miembro del congreso de los Estados Unidos, oriundo de El Paso.  Este condado está localizado al suroeste de la frontera con México.
El condado tiene un área de 11 841 km² (de los cuales 2 km² están cubiertos por agua) y una población de 3344 habitantes, para una densidad de población de 0,3 hab/km² (según censo nacional de 2000). Este condado fue fundado en 1917.

## Demografía
Para el censo de 2000, había 3344 personas, 1092 cabezas de familia y 841 familias residiendo en el condado. La densidad de población era de 0,7 habitantes por milla cuadrada.
La composición racial del condado era:
- 87,23 % blancos
- 0,33 % negros o negros americanos
- 1,41 % nativos americanos
- 0,18 % asiáticos
- 8.76 % otras razas
- 2,09 % de dos o más razas.

Había 1092 cabezas de familia, de las cuales el 45,30 % tenían menores de 18 años viviendo con ellas, el 63,00 % eran parejas casadas viviendo juntas, el 11,40 % eran mujeres cabeza de familia monoparental (sin cónyuge) y 22,90 % no eran familias.
El tamaño promedio de una familia era de 3,56 miembros.
En el condado el 34,10 % de la población tenía menos de 18 años, el 8,90 % tenía de 18 a 24 años, el 26,70 % tenía de 25 a 44, el 20,40 % de 45 a 64, y el 9,90 % eran mayores de 65 años. La edad promedio era de 30 años. Por cada 100 mujeres había 102,90 hombres. Por cada 100 mujeres mayores de 18 años había 94,30 hombres.

## Economía
Los ingresos medios de una cabeza de familia del condado eran de 21 045 US$ y el ingreso medio familiar era de 22 314 $. Los hombres tenían unos ingresos medios de 22 862 $ frente a 18 594 $ de las mujeres. El ingreso per cápita del condado era de 9549 $. El 32,60 % de las familias y el 35,80 % de la población estaban debajo de la línea de pobreza. Del total de gente en esta situación, 41,30 % tenían menos de 18 y el 42,60 % tenían 65 años o más.